# Бален-де-Баллю, Владимир Иосифович
Владимир Иосифович  Бален-де-Баллю (1875—1918) — русский военный деятель, полковник (1915). Герой Первой мировой войны.

## Биография
В 1895 году после получения образования в Севастопольских штурманских классов вступил в службу. С 1898 года после окончания Одесского военного училища по II разряду произведён в подпоручики и выпущен в Керченский крепостной пехотный батальон, переведён в  16-й Стрелковый Императора Александра III полк. С 1901 года участник Китайского похода, за боевые отличия был награждён орденом Святого Станислава 3-й степени с мечами и бантом. В 1902 году произведён  в поручики.

С 1904 года  участник Русско-японской войны, полковой адъютант 11-го Восточно-Сибирского стрелкового полка, был ранен. За боевые отличия был награждён орденами  Святой Анны 3-й степени с мечами и бантом и 4-й степени «За храбрость» и орденом Святого Владимира 4-й степени с мечами и бантом. В 1906 году произведён в штабс-капитаны, в 1910 году в капитаны, ротный командир 16-го Стрелкового Императора Александра III полка. Высочайшим приказом от 3 декабря 1909 года  за храбрость был награждён орденом Святого Георгия 4-й степени: 
За мужество и выдающуюся решимость, выказанные 17-го августа 1904 года при упорной обороне позиций 11-го Восточно-Сибирского полка у д. Мындяфань-Сычаню

С 1914 года участник Первой мировой войны,  подполковник, батальонный командир 16-го Стрелкового Императора Александра III полка. С 1915 года полковник, командир 14-го стрелкового полка. Высочайшим приказом от 24 февраля 1915 года за храбрость награждён Георгиевским оружием: 
За то, что в бою 12 августа 1914 года у Монастыржиска, командуя батальоном, выбил противника из опушки леса и решил занять правый неприятельский берег реки Коропец. Лично предводительствуя двумя ротами, перешёл вброд по плотине реку и занял неприятельские позиции. При этом батальон вышел во фланг и тыл противнику, занимавшему позицию у деревни Чехова, чем способствовал успеху общей атаки бригады
С 1917 года командир 52-й запасной пехотной бригады. 27 декабря 1918 года скончался "от огнестрельного ранения головы", похоронен в Одессе.

## Награды
- Орден Святого Станислава 3-й степени с мечами и бантом (1901)
- Орден Святой Анны 3-й степени с мечами и бантом (1904)
- Орден Святого Владимира 4-й степени с мечами и бантом (1904)
- Орден Святой Анны 4-й степени «За храбрость» (1905)
- Орден Святого Георгия 4-й степени (ВП 3.12.1909)
- Орден Святой Анны 2-й степени (1913; Мечи — ВП 11.02.1915)[2]
- Орден Святого Станислава 2-й степени с мечами (Мечи — ВП 14.08.1916)
- Георгиевское оружие (ВП 24.02.1915)
- Орден Святого Владимира 3-й степени с мечами  (ВП 28.02.1916)
- Высочайшие благоволения (ВП 26.11.1916)